# لوئیس آلبرتو ریارت
لوئیس آلبرتو ریارت (انگلیسی: Luis Alberto Riart؛ ۲۱ ژوئن ۱۸۸۰ – ۱ اکتبر ۱۹۵۳) سیاست‌مدار اهل پاراگوئه بود. وی از ۱۷ مارس ۱۹۲۴ تا ۱۵ اوت ۱۹۲۴ رئیس‌جمهور این کشور بود.
لوئیس آلبرتو ریارت در ۱ اکتبر ۱۹۵۳، در سن ۷۳ سالگی درگذشت.